# Louis Glineur
Louis Glineur est un archer belge né le 10 décembre 1849 à Dour.

## Carrière
Lors des Jeux olympiques d'été de 1900 à Paris, Louis Glineur dispute l'épreuve sur la perche à la pyramide et remporte la médaille de bronze.